# Mary Jo Eustace
Mary Jo Eustace (ur. 19 sierpnia 1957 w Toronto w Ontario, Kanada) – kanadyjska aktorka; była żona kanadyjskiego aktora Deana McDermotta.
Eustace przeniosła się do Los Angeles w Stanach Zjednoczonych, kiedy McDermott rozwijał swoją aktorską karierę. Ma syna Jacka Montgomery'ego (ur. 1998). Wspólnie adoptowali córkę Lolę (ur. 2005), ale aktor nie jest już jej prawnym opiekunem.
McDermott odszedł od Eustace, żeby ożenić się z amerykańską aktorką Tori Spelling. Eustace powróciła z dziećmi do Kanady.

## Filmografia
- That Old Feeling (1997) jako dziewczyna w gazecie
- What Kind of Mother Are You? (1996) jako oficer Contrero
- Forever Knight (1995) jako Heather